# Ruth Lea
Ruth Jane Lea (Cheshire, 22 de septiembre de 1947) es una economista y periodista de economía británica.
Exfuncionaria del Estado, es nombrada en 2015 comendadora del Imperio Británico (CBE) para los públicos servicios financieros.